# Grand Funk Railroad
Grand Funk Railroad (často zkracováno na Grand Funk) je americká rocková skupina založená ve Flintu ve státě Michigan roku 1969 Markem Farnerem (zpěv, kytara, klávesy, harmonika), Donem Brewerem (bicí, zpěv) a Melem Schacherem (baskytara). Kapela dosáhla vrcholné popularity a úspěchu během 70. let s hity jako „We're an American Band“, „I'm Your Captain (Closer to Home)”, „Some Kind of Wonderful“ (cover písně od Soul Brothers Six), „Walk Like a Man“, „The Loco-Motion“ (cover od Little Eva), „Bad Time“ a „Inside Looking Out“ (cover od The Animals). Mezi svým debutem v roce 1969 a prvním rozpadem v roce 1976 vydali šest platinových a sedm zlatých alb.
Proslavili se svým stylem arena rocku, intenzivně koncertovali a hráli ve vyprodaných arénách po celém světě, ačkoli se jim nedostávalo přízně hudebních kritiků. Původní trio se během let několikrát znovu spojilo; po Farnerově definitivním odchodu v roce 1998 pokračují Brewer a Schacher v koncertování pod názvem Grand Funk Railroad.

## Historie
Skupina byla založena v roce 1969 Markem Farnerem (zpěv, kytara) a Donem Brewerem (zpěv, bicí) ze skupiny Terry Knight and the Pack a Melem Schacherem (baskytara) ve městě Flint, Michigan. Bývalý spoluhráč Terry Knight se stal jejich manažerem a pojmenoval skupinu podle Grand Trunk Western Railroad, významné železnice ve státě Michigan. Poprvé se skupina představila v roce 1969 na popovém festivalu v Atlantě a skupina pak podepsala smlouvu se společností Capitol Records. Hráli jako skupina Cream, ale zdokonalovali si svůj vlastní styl. V roce 1970 prodali nejvíce alb ze všech amerických skupin a stali se největší koncertní atrakcí. V tomto roce získali druhé zlaté album za album "Grand Funk" (známé jako Red Album) a singlový hit "Closer To Home" ze stejnojmenného alba. O rok později překonali rekord The Beatles, když vyprodali Shea Stadium během 72 hodin (tento rekord nebyl dodnes překonán).

## Členové

### Současní členové
- Don Brewer - bicí
- Mel Schacher - baskytara
- Max Carl - zpěv
- Bruce Kulick - kytara
- Timothy Cashion - klávesy

### Bývalí členové
- Mark Farner - kytara, zpěv
- Craig Frost - klávesy
- Dennis Bellinger - baskytara
- Howard Eddy Jr. (člen pouze pro turné) - klávesy

## Diskografie

### Studiová alba
1. On Time - 1969
2. Grand Funk (The Red Album) - 1969
3. Closer to Home - 1970
4. Survival - 1971
5. E Pluribus Funk - 1971
6. Phoenix - 1972
7. We're an American Band - 1973
8. Shinin' On - 1974
9. All the Girls in the World Beware!!! - 1974
10. Born To Die - 1976
11. Good Singin', Good Playin' - 1976
12. Grand Funk Lives - 1981
13. What's Funk? - 1983
14. Monumental Funk -1974

### Živá alba
1. Live Album - 1970
2. Live: The 1971 Tour - 1971
3. Caught in the Act - 1975
4. Bosnia - 1997
5. Thirty Years of Funk : 1969 - 1999 - 1999

### Kompilace
1. Grand Funk / Live Album - 1970
2. Mark, Don and Mel : 1969 - 71 - 1972
3. Grand Funk Hits - 1976
4. Hits - 1977
5. The Best of Grand Funk - 1990
6. Capitol Collectors Series - 1991
7. Heavy Hitters - 1992
8. Collectors - 1993
9. Thirty Years of Funk : 1969 - 1999 - 1999
10. Super Best - 1999
11. Rock Champions - 2001
12. Very Best Grand Funk Railroad Album Ever - 2000
13. Classic Masters - 2002
14. Trunk of Funk - 2001